# 聖盧西亞杜帕拉
聖盧西亞杜帕拉（葡萄牙語：Santa Luzia do Pará），是巴西的城鎮，位於該國北部，由帕拉州負責管轄，距離貝倫169公里，面積1,356平方公里，2010年人口19,424，人口密度每平方公里14.32人。